# مدير أمن الحسابات
مدير أمن الحسابات (بالإنجليزية: Security Accounts Manager)‏ هو ملف تسجيل الويندوز في ويندوز إن تي وويندوز 2000 وإصدارات الويندوز التي تليهم وفي هذا الملف تسجل جميع كلمات المرور في هيئة دالة هاش